# Lütetsburg
Lütetsburg egy község Németországban, az Aurichi járásban. Lakosainak száma 740 fő (2023. december 31.).

## Népessége
| Lakosok száma | 737  | 734  | 716  | 728  | 721  | 740  |
|               | 2016 | 2017 | 2019 | 2021 | 2022 | 2023 |

## Földrajza
Norden és Hage között fekszik. Lütetsburghoz tartozik Hilgenbur, Moorriege, Sandhöchte, Tidofeld és Westekelbur.

## Látnivalók
A vízikastély, amely egyben a település névadója.